# Estância Velha
Estância Velha là một đô thị thuộc bang Rio Grande do Sul, Brasil. Đô thị này có diện tích 52,378 km², dân số năm 2007 là 40740 người, mật độ 777,81 người/km².